# Український малий драматичний театр
Театрально видовищний заклад культури «Український малий драматичний театр» — український театр в місті Київ.

## Історія
Театр створено у квітні 1989 року Валентиною Кімберською за сприяння Спілки театральних діячів України та Головного управління культури м.Києва.  
Спочатку театр діяв у приміщенні ТЗВК «Київський академічний Молодий театр». З 2017 року театр функціонує у приміщенні Музею шістдесятництва по вулиці Олеся Гончара 33а. Зал розрахований на 50 місць.
З 2017 року директор-художній керівник театру — Дмитро Весельський. Курс розвитку визначається у філософії #ВСЕПОЧИНАЄТЬСЯЗМАЛОГО. Театр проводить ребрендинг, працює над власним візуальним стилем, наповнює контентом довідкові та енциклопедійні джерела.

## Вистави в репертуарі
Force Play [Архівовано 16 липня 2019 у Wayback Machine.]
Холодна м'ята [Архівовано 16 липня 2019 у Wayback Machine.]
Коханець (переможець програми "Taking the stage" від Британської ради в Україні) [Архівовано 16 липня 2019 у Wayback Machine.]
Мать його [Архівовано 11 березня 2020 у Wayback Machine.]
Точка зору [Архівовано 1 лютого 2020 у Wayback Machine.]
Місце для дракона [Архівовано 11 березня 2020 у Wayback Machine.]
Android. Номер на твоїй спині [Архівовано 16 липня 2019 у Wayback Machine.]
Блуд [Архівовано 16 липня 2019 у Wayback Machine.]
Валентинів день [Архівовано 1 лютого 2020 у Wayback Machine.]

## Трупа
- Станіслав Весельський
- Христина Дейлик
- Слава Красовська
- Данило Мірешкін
- Марія Моторна
- Вероніка Шостак
- Лариса Шелоумова
- Юрій Кулініч
- Сергій Радченко
- Ігор Чебан
- Дмитро Базай